# هيرا ميرتل
ماري لويز فيكتورين بيسارابو ( أسماء مستعارة ، هيرا ميرتل ، جولييت دي بولوني ، جولييت دي لوتس ؛ ;ولدت يوم 24 أكتوبر 1868 و توفيت يوم 21 مارس 1931، هي كاتبة فرنسية، وكاتبة ، ونسوية مناضلة ، وصاحبة صالون ، ومحاضرة، ومدافعة متحمسة عن حقوق المرأة في التصويت. وكانت أيضًا روحانية و"مؤمنة بالقداس الأسود ".و كانت مقامرت في البورصة ، ومتآمر لاستعادة النظام الملكي في فرنسا، وكذلك مستشار للنساء الأخريات في الزواج وشؤون القلب.  واشتهرت ميرتل بمقتل زوجها الثاني جورج بيسارابو، الذي أُرسلت جثته في "صندوق دموي" من باريس إلى نانسي بالسكك الحديدية. دافع عنها ببراعة فنسنت دي مورو جيافيري ، وحُكم عليها بالسجن لمدة عشرين عامًا. وكان يشتبه في أنها قتلت زوجها الأول أيضًا.

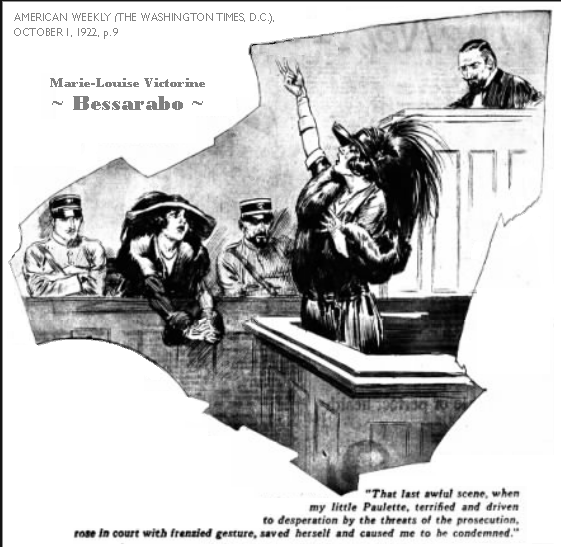
محاكمة السيدة. بيسارابو

## اعمال محددة
- لوبيتا: العادات المكسيكية (إي. سانسوت، 1907)

- زهور الظل، يليها: زهور الفجر، زهور النور. (باريس، إي. سانسوت، 1910)

- رينيه فيفيان (1910)

- فرائسهم: التاريخ المعاصر المخصص لكل من كانوا فرائسهم (1912)

- ألفونس دو لامارتين والشعر المعاصر (1913)[12]

- طبيب في جبال الألب

- شكاوى الحرب (1916)

- من الوطن إلى الوطن الأم، أو من السجن إلى عدن (1920)

### الإسناد
- تتضمّنُ هذه المقالة نصوصًا مأخوذة من هذا المصدر، وهي في الملكية العامة: Eder، Matthew J. (1920). "The Gruesome Case of Mme. Bessarabo, by L. Czapski". The Police Journal (ط. Public domain). The Police Journal. ج. 6–8.
- تتضمّنُ هذه المقالة نصوصًا مأخوذة من هذا المصدر، وهي في الملكية العامة: Leypoldt، F. (1920). "The Latest Parisian Sensation-An Author". The Publishers Weekly (ط. Public domain). F. Leypoldt.